# Главкізм
«Главкізм» — система управління промисловістю в період «воєнного комунізму». В УСРР запроваджена від 1919. Характеризувалася жорсткою централізацією управління та безпосереднім підпорядкуванням промислового виробництва галузевим главкам (від рос. главный комитет, головним управлінням Вищої ради народного господарства 1917—1932), центрам трестів і кущів підприємств. Мета — втілення в життя схем безтоварної економіки, налагодження з центру повного управління всіма націоналізованими підприємствами (їхнім фінансуванням, постачанням, розподілом продукції). У РСФРР восени 1918 налічувалося 18 главків і центрів. На кінець 1920 їхня кількість збільшилася до 52. Серед найбільших — «Головнафта», «Головцемент», «Головодяг» та ін. В Україні було утворено бюро для відбудови промисловості (Промбюро) на правах філіалу Всеросійської ради народного господарства. До кінця 1920 воно вже мало 45 відділень, управлінь главків і центрів, у віданні яких перебувало 10 720 різних об'єктів. Не маючи змоги управляти такою кількістю об'єктів, Промбюро почало утворювати кущі та трести. На поч. 1921 «воєнний комунізм» спричинив економічний колапс, обумовивши зупинку підприємств, позбавлених повноцінного управління і постачання. Державні органи по-хижацькому використовували ресурси, якими почали розпоряджатися, спрямовуючи їх на виготовлення т. зв. ударної продукції. Крім того, внаслідок запровадження схем безтоварної економіки трудові ринкові відносини між підприємцями й робітниками були замінені на систему примусової праці, де робітники стали безправними об'єктами державної експлуатації. З переходом до нової економічної політики і перебудовою методів управління на засадах господарського розрахунку «Г.» було ліквідовано.